# محمد الشعيبي
محمد الشعيبي (21 يونيو 1985 -)،  ممثل ومغني سعودي وهو شقيق الفنان بدر الشعيبي،  بدأ مسيرته الفنية بعمر صغير عام 1998 من خلال المسرح.

## حياته الخاصة
تزوج عام 2016 من فتاة بحرينية «آلاء الثاني» وأنجب منها ابنته نور ولكنهما انفصلا لاحقا. في عام 2018 رفضت المحكمة الشرعية في السعودية نظر دعوى تقدم بها الشعيبي للحصول على حضانة ابنته ، حيث صرفت النظر عن الدعوى لعدم اختصاص محاكم السعودية بنظرها لكون الاختصاص لمحاكم البحرين، والتي قضت في حكم مستعجل برفض نفس الطلب وأيدته محكمة الاستئناف. 

## أعماله التمثيلية

### في التلفزيون
- أبناء الغد.
- جرح الزمن.
- ثمن عمري.
- الشريب بزة.
- الحريم.
- قرقيعان - برنامج كوميدي.
- الأصيل.
- مسك وعنبر.
- عقاب - الجزء الثالث.
- بقايا الأمس.
- الحب الذي كان.
- قالب:برنامج - دبل الشعيبي 1
- قالب:برنامج - دبل الشعيبي 2
- أبشر بالسعد

### من المسرحيات
- روبن هود.
- حلم العملاق.
- يواش يواش.
- الحاسة السادسة.
- أشباح أم علي.
- مسرحية القراصنة.
- مسرحية قصر دراكون.
- خاتم الملوك - عالم الكرتون
- شوبيز
- كونان في أرض البوكيمون
- المدينة الترفيهيه

### من الأفلام
- الدنجوانة.

## روابط خارجية
- محمد الشعيبي على موقع قاعدة بيانات الأفلام العربية